# 33682 Waylonreid
33682 Waylonreid è un asteroide della fascia principale. Scoperto nel 1999, presenta un'orbita caratterizzata da un semiasse maggiore pari a 2,6102194 UA e da un'eccentricità di 0,0198731, inclinata di 2,36862° rispetto all'eclittica.